# Казарма 45 км
Казарма 45 км — населённый пункт в Искитимском районе Новосибирской области. Входит в состав Совхозного сельсовета.

## География
Площадь населённого пункта — 2 гектара

## История
Казарма появилась при строительстве железной дороги. В селении жили семьи тех, кто обслуживал железнодорожную инфраструктуру.

## Население
| 2002 | 2007 | 2010 |
| ---- | ---- | ---- |
| 46   | ↗50  | →50  |

## Инфраструктура
В населённом пункте по данным на 2007 год отсутствует социальная инфраструктура.
Путевое хозяйство Новосибирского отделения Западно-Сибирской железной дороги.

## Транспорт
Автомобильный и железнодорожный транспорт. В пешей доступности железнодорожная станция Сельская, Р-256  44-й километр Чуйского тракта.